# Mork & Mindy
Mork & Mindy is een Amerikaanse comedyserie, uitgezonden op ABC tussen 1978 en 1982. De serie werd ook in Nederland uitgezonden. Mork and Mindy was een spin-off van de comedy Happy Days waarin Robin Williams in een aflevering het buitenaards wezen Mork speelde dat Richie Cunningham wilde ontvoeren. Die aflevering was zo populair dat er in allerijl een complete televisieserie rond Mork werd gecreëerd.
De serie gaat over Mork, een buitenaards wezen van de planeet Ork dat met een gigantisch ei op aarde landt om de gebruiken van de aardbewoners te bestuderen. Hij wordt in huis genomen door een jonge vrouw, Mindy, die hem vanaf dat moment helpt bij het leren begrijpen van de gebruiken van de aardbewoners. Mork brengt in elke aflevering verslag uit aan zijn baas Orson met een korte evaluatie van wat hij heeft meegemaakt.
In de hoofdrollen waren Robin Williams (Mork) en Pam Dawber (Mindy) te zien. Acteurs die in de serie hebben gespeeld zijn: Robert Donner (Exidor), Tom Poston (buurman Bickley), Conrad Janis (Mindy's vader Fred), Elizabeth Kerr (Mindy's oma Cora), Gina Hecht (Jean Da Vinci), Jay Thomas (Remi Da Vinci), Jim Staahl (Mindy's neef Nelson) en Jonathan Winters (zoon Mirth). Ralph James speelde (buiten beeld) Orson, de baas van Mork aan wie hij aan het eind van elke aflevering verslag moest uitbrengen.
Morks groet bestaat uit de woorden nanu-nanu, met daarbij een opgestoken hand met de vingers in V-vorm (zoals ook in Star Trek de Vulcans groeten).
De serie heeft vier seizoenen gelopen. De serie werd geleidelijk aan steeds vreemder, met name toen Jonathan Winters in de serie opdook als Mork en Mindy's zoon Mirth (met het postuur van een volwassene). Na tegenvallende kijkcijfers werd de serie uiteindelijk van de buis gehaald. Er werd daarna nog een tekenfilmserie van gemaakt waarvoor de acteurs uit de televisieserie de stemmen inspraken.

## Trivia
- Williams improviseerde tijdens de opnamen van de serie zo vaak dat er door de schrijvers van de serie op een bepaald moment in de scripts de volgende regel werd toegevoegd: 'Mork can go off here'. Vanaf dat moment lag de dialoog voor Mork feitelijk niet meer vast en had Williams de vrije hand om naar eigen inzicht grappen toe te voegen. Dit is in de serie ook te zien omdat Pam Dawber in een aantal scènes moeite heeft haar lachen in te houden.
- De 'Orkiaanse' woorden 'shazbot' en 'nanu nanu' die Mork geregeld in de serie gebruikt doken in 1979 op in het nummer Night Prowler van de band AC/DC.
- Mork gebruikte, als hij contact wilde leggen met de thuisplaneet Ork, steevast de woorden: "Mork calling Orson; come in Orson."
- De bekende talkshowpresentator David Letterman is in een van de afleveringen te zien.
- Hoewel de serie zich afspeelt in Boulder, Colorado werd deze opgenomen in de Paramount Pictures studio's in Hollywood. Er zijn wel sfeerbeelden van Boulder en omgeving in de serie gebruikt. Buitenopnamen van het huis dat Mork en Mindy bewonen werden gefilmd op het adres 1619 Pine Street.[1]
- Pam Dawber is door Gina Hecht gekoppeld aan acteur Mark Harmon. Zij zijn in 1987 getrouwd en hebben twee zonen.